# سرطان سريع الأرجل
السرطان سريع الأرجل (الاسم العلمي: Ocypode) هو جنس من الحيوانات يتبع فصيلة السرطانات الشبحية من رتبة عشريات الأرجل.

## أنواع السرطان سريع الأرجل
- سرطان أفريقي
- سرطان صيني
- سرطان غربي
- سرطان محدب
- سرطان مدغشقري
- سرطان مبروم